# 暹緬戰爭 (1775年–1776年)
暹緬戰爭 (1775年–1776年)，泰國稱阿社文吉戰爭，是暹羅（泰國）吞武里王國與緬甸貢榜王朝之間的一場戰爭。
1767年，緬甸甫滅亡暹羅的阿瑜陀耶王國便與清朝發生戰爭，暹羅將軍鄭昭藉此機會驅逐緬甸人、統一暹羅，建立吞武里王國。但緬甸未放棄征服暹羅的企圖，1774年緬甸與清朝和解後，緬甸王辛標信於1775年10月派瑪哈·希哈修亞入侵暹羅。這是緬甸對吞武里王國發動的最大規模入侵。鄭昭派出昭披耶·扎克里、昭披耶·索拉西、披耶披猜等將北上防禦。經歷長期的頑強抵抗後，暹羅軍隊撤離彭世洛，但緬甸得到的只是一座空城。
1776年，緬甸王辛標信逝世，其子新古王繼位。緬甸國內政局不穩，瑪哈·希哈修亞領兵撤回國內。隨即暹羅派兵攻打緬甸控制下的蘭納，結束了緬甸對蘭納長達兩百年的統治。